# Torre del Parco
Torre del Parco (Turris Prati Magni), situata nel cuore di Lecce, rappresenta uno dei monumenti simbolo della città del periodo medioevale e rinascimentale.

## Storia e descrizione
Secondo la tradizione il complesso monumentale della Torre del Parco sarebbe stato edificato nel 1419 ad opera di Giovanni Antonio Orsini Del Balzo, non ancora principe di Taranto, figlio del principe Raimondello e della regina-contessa Maria d'Enghien. In realtà non vi è nessun documento che comprovi la fondazione della Torre nel 1419. La Torre, alta più di 23 metri e costruita su tre livelli, coperti a volte, è circondata da un fossato nel quale erano allevati gli orsi, simbolo araldico della famiglia Orsini del Balzo. Il Torrione è uno dei più importanti esempi di architettura fortificata della prima metà del Quattrocento salentino. Un capolavoro di architettura militare prima dell'avvento delle nuove strutture ossidionali, in seguito all'uso delle armi da fuco, pignatte incendiarie, cannoni etc.
Il parco intorno alla Torre aveva un'estensione di oltre 40 ettari ed era ripartito in una zona pubblica e in una privata: il “Parco di Dentro”, cittadella recintata comprendente la Torre e le “Stanze del Principe”, e il “Parco di Fuori” che si estendeva sino alle mura urbane e che era luogo di fiere, mercati e pubblico passeggio.
Nel 1434, un'ala del complesso monumentale divenne sede del Concistorium Principis, tribunale medievale presieduto da Giovanni Antonio Orsini Del Balzo. La struttura, inoltre, fu sede della zecca dove venivano coniati i cosiddetti “mali carlini”, monete d'oro e d'argento.
Negli anni 1458-1461 la Torre divenne carcere per alcuni prigionieri che incisero le loro “lamentazioni” (tuttora visibili) negli strombi delle saettiere nel piano inferiore della fortezza. Dopo la morte di Giovanni Antonio il complesso divenne dimora dei vari governatori che si alternarono a Lecce: da Ferrante Loffredo a Ferrante Caracciolo.
Nel 1992 la Torre del Parco fu venduta dai Conti Romano ad una società privata, che ha operato un restauro sostanzioso della struttura e ne ha fatto luogo di ricevimenti, eventi e cerimonie.

## Galleria d'immagini

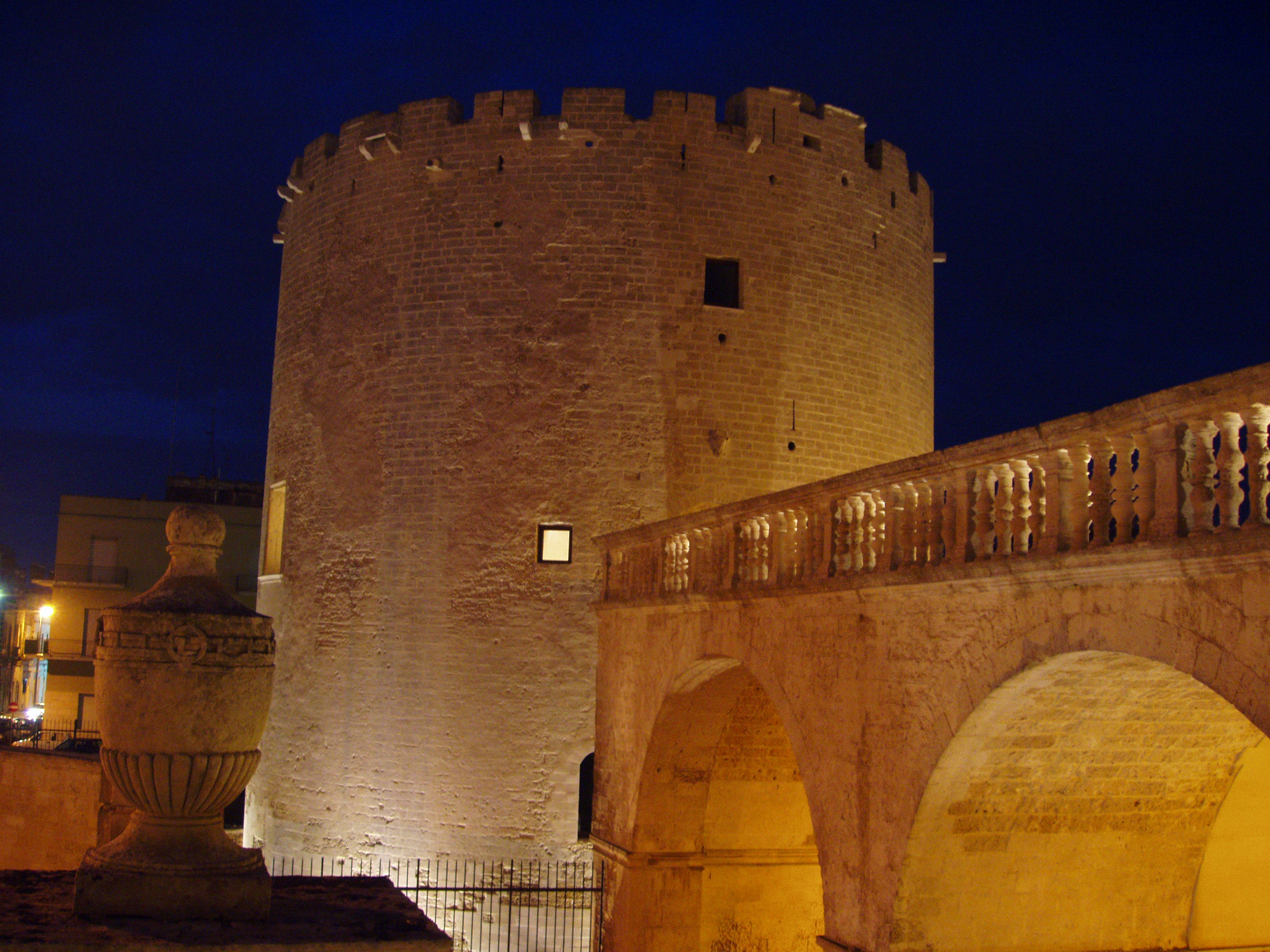
Torre del Parco
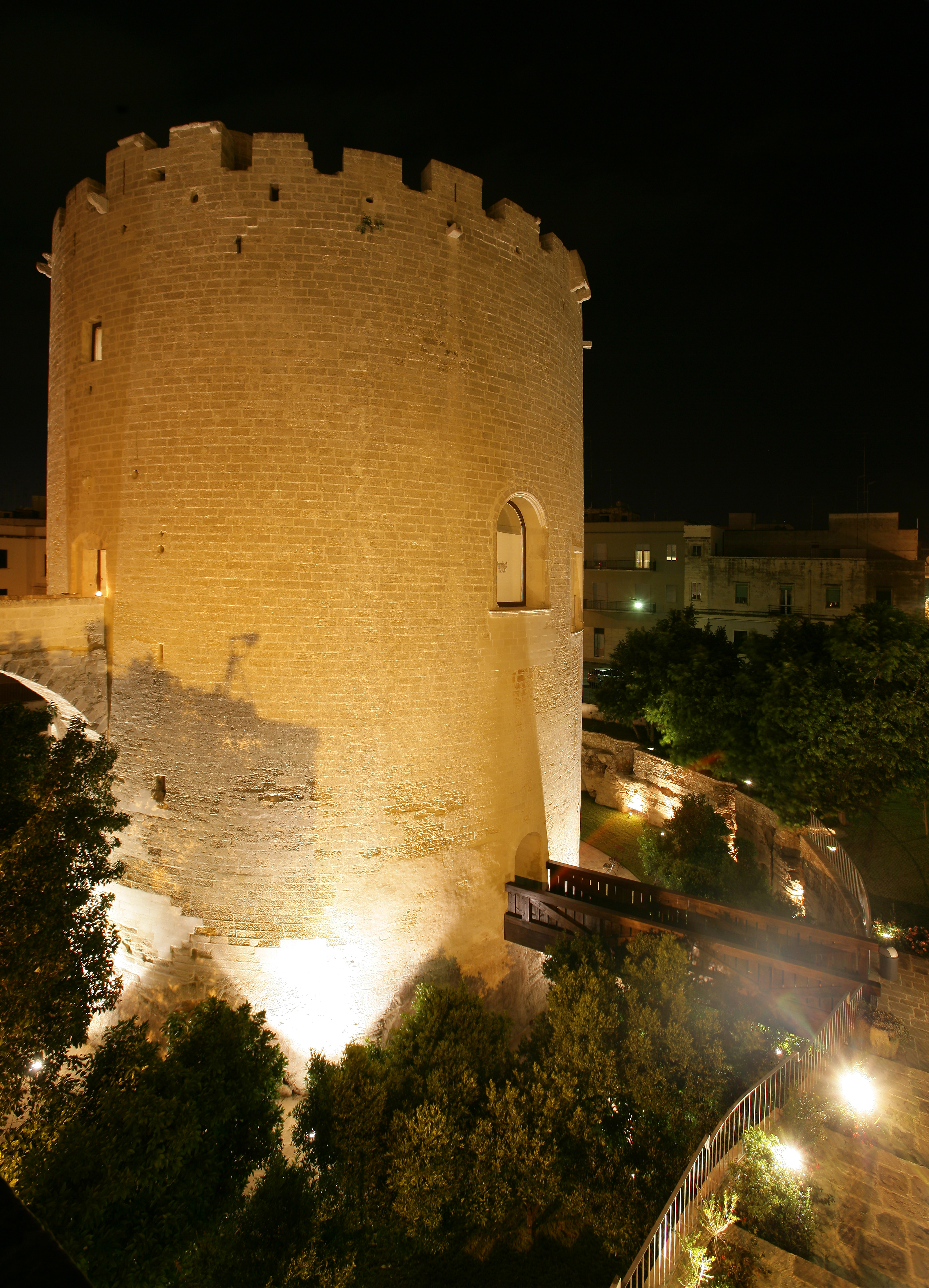
La torre e il fossato